# Olands och Norunda häraders valkrets
Olands och Norunda häraders valkrets var vid valet 1908 till andra kammaren en egen valkrets. Den avskaffades vid valet 1911 då hela länet sammanfördes i Uppsala läns valkrets.

## Riksdagsman
- Johan Erik Cervin (1909-1911), lib s

## Valresultat

### 1908
| Andrakammarvalet i Sverige 1908: Olands och Norunda häraders valkrets | Andrakammarvalet i Sverige 1908: Olands och Norunda häraders valkrets | Andrakammarvalet i Sverige 1908: Olands och Norunda häraders valkrets | Andrakammarvalet i Sverige 1908: Olands och Norunda häraders valkrets | Andrakammarvalet i Sverige 1908: Olands och Norunda häraders valkrets | Andrakammarvalet i Sverige 1908: Olands och Norunda häraders valkrets | Andrakammarvalet i Sverige 1908: Olands och Norunda häraders valkrets | Andrakammarvalet i Sverige 1908: Olands och Norunda häraders valkrets |
| Kandidat                                                              | Kandidat                                                              | Röster                                                                | Röster                                                                | Röster                                                                | Röster                                                                | Röster                                                                | Röster                                                                |
| Kandidat                                                              | Kandidat                                                              | September (överklagat)                                                | September (överklagat)                                                | September (överklagat)                                                | 20 december 1908                                                      | 20 december 1908                                                      | 20 december 1908                                                      |
| Kandidat                                                              | Kandidat                                                              | Antal                                                                 | %                                                                     | +− %                                                                  | Antal                                                                 | %                                                                     | +− %                                                                  |
| --------------------------------------------------------------------- | --------------------------------------------------------------------- | --------------------------------------------------------------------- | --------------------------------------------------------------------- | --------------------------------------------------------------------- | --------------------------------------------------------------------- | --------------------------------------------------------------------- | --------------------------------------------------------------------- |
|                                                                       | Johan Erik Cervin                                                     | 618                                                                   | 52,5                                                                  |                                                                       | 765                                                                   | 55,3                                                                  | +2,8                                                                  |
|                                                                       | Johan Erik Eriksson (höger)                                           | 559                                                                   | 47,5                                                                  |                                                                       | 612                                                                   | 44,3                                                                  | -3,2                                                                  |
|                                                                       | Övriga kandidater                                                     | 1                                                                     | 0,0                                                                   | —                                                                     | 6                                                                     | 0,4                                                                   | —                                                                     |
| Antal giltiga röster                                                  | Antal giltiga röster                                                  | 1178                                                                  |                                                                       |                                                                       | 1383                                                                  |                                                                       |                                                                       |
| Kasserade röster                                                      | Kasserade röster                                                      | 2                                                                     | 2                                                                     |                                                                       |                                                                       |                                                                       |                                                                       |
| Totalt                                                                | Totalt                                                                | 1180                                                                  | 1385                                                                  |                                                                       |                                                                       |                                                                       |                                                                       |